# Carlo Caione
Carlo Caione (L'Aquila, 18 febbraio 1973) è un ex rugbista a 15 e dirigente sportivo italiano, terza linea flanker e capitano di Aquila e Rugby Roma, e capitano Azzurro è stato consigliere federale della Federazione Italiana Rugby fino al 2008.

## Biografia
Caione iniziò a giocare a rugby nel CUS L'Aquila, con cui vinse nel 1987 il campionato italiano U-15; successivamente, nel 1990, fu ingaggiato dall'Aquila Rugby, esordendo in serie A1 il 27 gennaio 1991 contro il Livorno.
Fu tra i protagonisti della conquista dello scudetto al termine della stagione 1993-94, vinto sconfiggendo nella finale di Padova il Milan, più quotato e favorito dal pronostico.
Già proveniente da tutta la trafila internazionale a livello giovanile e sempre come capitano (Italia U-15 U-17, U-19, U-21, Seven e “A”, nel 1995 giunse alla Nazionale maggiore arrivando a ricoprirne  anche il ruolo di Capitano , chiamato dall'allora C.T. Georges Coste, che lo fece esordire a Buenos Aires contro la Romania in un incontro valido sia per la Coppa Latina che per la Coppa FIRA 1995-97; prese parte anche alla Coppa del Mondo di rugby 1999 in Galles e alle prime edizioni del Sei Nazioni disputate dall'Italia.
Passato alla Rugby Roma nel 1998, vinse con la squadra della Capitale la Coppa Italia 1998-99 e, l'anno successivo, divenutone il capitano, il campionato 1999-2000, ottenuto sconfiggendo in finale proprio L'Aquila.
Tornato all'Aquila nel 2003, terminò la carriera nel 2005 a soli 32 anni, dopo una lunga serie di infortuni; e da allora è dedito alla sua professione di odontoiatra.
Dal 2004 al 2008 fu consigliere federale della Federazione Italiana Rugby, eletto in quota atleti, come rappresentante degli stessi.
Dopo il terremoto dell'Aquila del 2009 Caione si è fatto promotore di un'associazione, Forza l'Aquila, per il recupero della zona cittadina di Piazza d'Armi, danneggiata dal sisma.

## Palmarès
- Campionati italiani: 2
L'Aquila: 1993-94
Rugby Roma: 1999-2000
- Coppe Italia: 1
Rugby Roma: 1998-99
- Coppa Europa FIRA: 1
Nazionale Italiana: 1995-97